# Хајланд (округ Вандерберг, Индијана)
Хајланд (енгл. Highland, Vanderburgh County) насељено је место без административног статуса у америчкој савезној држави Индијана.

## Демографија
По попису из 2010. године број становника је 4.489, што је 382 (9,3%) становника више него 2000. године.
| Група             | 2000.         | 2010.         |
| Белци             | 3.986 (97,1%) | 4.287 (95,5%) |
| Афроамериканци    | 33 (0,8%)     | 58 (1,3%)     |
| Азијати           | 48 (1,2%)     | 53 (1,2%)     |
| Хиспаноамериканци | 18 (0,4%)     | 38 (0,8%)     |
| Укупно            | 4.107         | 4.489         |